# Bernadette Devlin (film)
Bernadette Devin è un film del 1971, prodotto dalla RAI e diretto da Silvio Maestranzi. Venne trasmesso in prima visione il 25 febbraio 1971 alle 21.30 sul Programma Nazionale all'interno del ciclo Teatro-inchiesta.

## Trama
Narra alcune vicende della vita della politica irlandese Bernadette Devlin.